# خلية إعادة التركيب عالية التردد
خلية إعادة التركيب عالية التردد أو سلالة ذات إتحاد جينى عالى التكرار (بالإنجليزية: High-frequency recombination cell أو Hfr cell) (أيضاً تسمى Hfr strain) هي بكتيريا بها بلازميد مترافق (على سبيل المثال، عامل الخصوبة) مدمج في الحمض النووي (DNA) الكروموسومي الخاص بها. يتم دمج البلازميد في كروموسوم الخلية من خلال إعادة التركيب المتماثل. ويُطلق على البلازميد الاقتراني القادر على تكامل الكروموسوم أيضًا اسم إيبيسوم (episome) (جزء من الحمض النووي يمكن أن يوجد كبلازميد أو يتكامل في الكروموسوم). عندما يحدث الاقتران، تكون خلايا Hfr فعالة للغاية في توصيل الجينات الصبغية للخلية إلى خلايا F− المتلقية، والتي تفتقر إلى الإيبيسوم (episome).

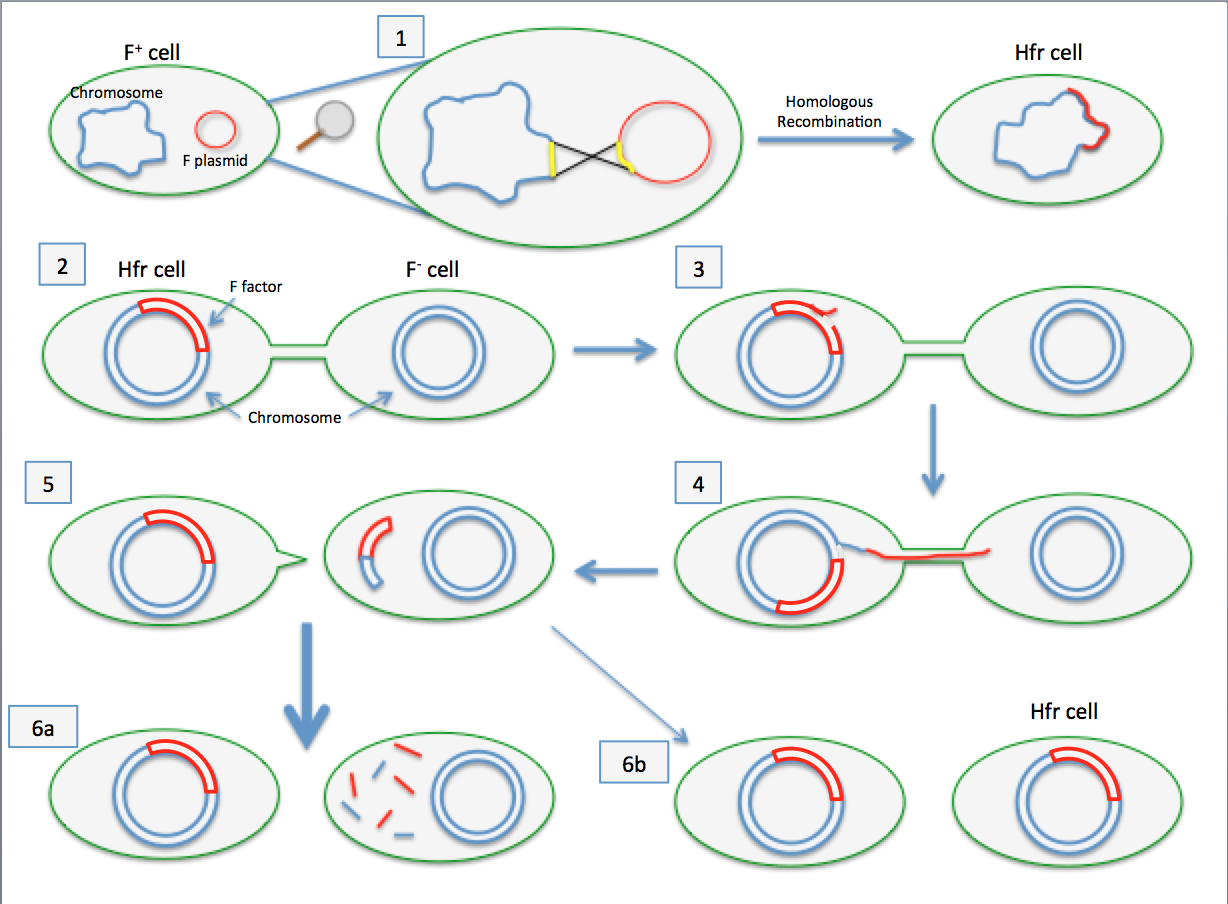
1- تسلسل الإدخال (باللون الأصفر) على كل من البلازميد العامل F والكروموسوم لها تسلسلات متشابهة، مما يسمح للعامل F بإدخال نفسه في جينوم الخلية. وهذا ما يسمى إعادة التركيب المتماثل ويخلق خلية Hfr (تردد عالي لإعادة التركيب). 2- تشكل الخلية Hfr الجنس الشعري وتلتصق بالخلية F المستقبلة. 3- يتم إنشاء شق في خيط واحد من كروموسوم الخلية Hfr. 4- يبدأ نقل الحمض النووي الريبي من خلية Hfr إلى الخلية المتلقية بينما يتم تكرار الخيط الثاني من كروموسومها. 5- ينفصل القضيب عن الخلية المتلقية ويتراجع. تريد خلية Hfr بشكل مثالي نقل جينومها بالكامل إلى الخلية المتلقية. ومع ذلك، نظرًا لحجمها الكبير وعدم قدرتها على البقاء على اتصال مع الخلية المتلقية، فإنها غير قادرة على القيام بذلك. 6- تظل الخلية F خلية F- لأنه لم يتم استلام تسلسل العامل F بأكمله. نظرًا لعدم حدوث إعادة تركيب متماثل، يتحلل الحمض النووي الذي تم نقله بواسطة الإنزيمات. في حالات نادرة جدًا، سيتم نقل العامل F بالكامل وستصبح الخلية F خلية Hfr.

## التاريخ
تميزت سلالة Hfr لأول مرة بواسطة لوكا كافالي سفورزا (Luca Cavalli-Sforza). وقام وليام هايز (William Hayes) أيضًا بعزل سلالة Hfr أخرى بشكل مستقل.

## نقل الكروموسوم البكتيري بواسطة خلايا Hfr
يمكن لخلية Hfr نقل جزء من الجينوم البكتيري. على الرغم من اندماجها في الحمض النووي (DNA) الكروموسومي للبكتيريا، فإن العامل F لخلايا Hfr لا يزال بإمكانه بدء النقل الاقتراني، دون استئصاله من الكروموسوم البكتيري أولاً. نظرًا للميل المتأصل لعامل F إلى نقل نفسه أثناء الاقتران، ويتم جر بقية الجينوم البكتيري معه. وبالتالي، على عكس خلية F + العادية، ستحاول سلالات Hfr نقل الحمض النووي (DNA) بالكامل عبر جسر التزاوج، بطريقة مشابهة للاقتران الطبيعي. في الاقتران النموذجي، تصبح الخلية المتلقية أيضًا F + بعد الاقتران حيث تتلقى نسخة كاملة من بلازميد عامل F، لكن هذا ليس هو الحال في الاقتران بوساطة خلايا Hfr. نظرًا للحجم الكبير للكروموسوم البكتيري، فمن النادر جدًا نقل الكروموسوم بأكمله إلى الخلية F لأن الوقت المطلوب ببساطة طويل جدًا بحيث تحافظ الخلايا على اتصالها الجسدي. وبالتالي، نظرًا لأن النقل الاقتراني غير مكتمل (تتطلب الطبيعة الدائرية للبلازميد والكروموسوم البكتيري نقلًا كاملاً لعامل F ليتم نقله حيث يمكن قطعه في المنتصف)، لا تتلقى خلايا F المتلقية العامل F كامل التسلسل، ولا تصبح F + بسبب عدم قدرتها على تكوين أشعار بكتيرية جنسية.

## تقنية التزاوج المتقطع
في الاقتران بوساطة خلايا Hfr، يبدأ نقل الحمض النووي في أصل النقل (oriT أو origin transfer) الموجود داخل العامل F ثم يستمر في اتجاه عقارب الساعة أو عكس اتجاه عقارب الساعة اعتمادًا على اتجاه عامل F في الكروموسوم. لذلك، فإن طول الحمض النووي الكروموسومي (DNA) المنقولة إلى الخلية F− يتناسب مع الوقت الذي يُسمح فيه بحدوث الاقتران. ينتج عن ذلك نقل متسلسل للجينات على الكروموسوم البكتيري. يستخدم علماء الوراثة البكتيرية هذا المبدأ لرسم خريطة الجينات على الكروموسوم البكتيري. تسمى هذه التقنية بالتزاوج المتقطع حيث يسمح علماء الوراثة بالاقتران لفترات زمنية مختلفة قبل إيقاف الاقتران بخلاط عالي السرعة. باستخدام سلالات Hfr و F− مع سلالة واحدة تحمل طفرات في عدة جينات، كل منها يؤثر على وظيفة التمثيل الغذائي أو يسبب مقاومة المضادات الحيوية، وفحص النمط الظاهري للخلايا المتلقية على لوحات أجار انتقائية، ويمكن للمرء أن يستنتج الجينات التي يتم نقلها إلى الخلايا المتلقية أولاً، وبالتالي فهي أقرب إلى تسلسل oriT على الكروموسوم.

## الخلية F الأولية
تحتوي الخلية Fالأولية على البلازميد F الذي يتكامل مع الحمض النووي (DNA) الكروموسومي ويحمل معه جزءًا من الحمض النووي الكروموسومي (DNA) أثناء استئصاله من الكروموسوم. وبالتالي، فإن البلازميد F الأولي هو البلازميد الذي يحتوي على جزء من الحمض النووي (DNA) الكروموسومي الذي يمكن نقله إلى الخلية المستقبلة، جنبًا إلى جنب مع البلازميد أثناء الاقتران.